# نهائي كأس رابطة الأندية الإنجليزية المحترفة 1981
نهائي كأس الرابطة الإنجليزية 1981 لعب نهائي كأس رابطة الأندية الإنجليزية المحترفة يوم السبت 14 مارس 1981 على ملعب ويمبلي، بين نادي ليفربول ووست هام يونايتد، انتهت المباراة في وقتها الأصلي بالتعادل (1-1) بعد وقت اضافي حيث سجل لليفربول آلان كينيدي، ثم سجل وراي ستيوارت هدف التعادل من ركلة جزاء لوست هام يونايتد، اعيدت المبارة مرة أخرى على ملعب فيلا بارك في برمنغهام يوم الأربعاء 1 أبريل 1981، تولى وست هام زمام المبادرة من خلال هدف حققه بول غودارد، ولكن لحق ليفربول بالمباراة وحقق الفوز بنتيجة (2-1) بفضل هدفين سجلهما كيني دالغليش وألان هانسن.